# Грімстад
Грімстад — місто в Норвегії, у географічній області Серланн. Адміністративний центр комуни Грімстад у фюльке Агдер (раніше у фюльке Еуст-Агдер).
Є гавань, довга пішохідна торговельна вулиця, невелика ринкова площа, церква та музей, присвячений молодості Генріка Ібсена, який служив учнем місцевого фармацевта Рейманна з 1844 по 1847 рік, перш ніж залишити Грімстад в 1850 р. Глибоке знання Ібсена місцевих жителів та оточенням можна простежити у його поемі Тер'є Віґен (Terje Vigen). 

## Назва
На початку, коли Норвегія належала Данському королівству, назва міста була Grømstad. Назва тлумачилася неправильно і була змінена на Грімстад під час реєстрації норвезьких міст та невеликих місць. Спочатку територія міста була портом (старонорв. stoð) старої ферми Grøm. Точне значення назви Grøm не визначено, проте воно походить від назви річки Gró або Gróa, що означає «той, що зростає».

## Герб
Герб був представлений у 1899 році й розміщувався на печатці міста, починаючи з 1847 року. На синьо-жовтому полотні зображене судно, що є символом важливості риболовлі та морського перевезення до міста.

## Історія
Грімстад розташований у межах стародавнього фюльке Ф'єре. Згідно з джерелами, вперше місто згадується як гавань у 16 столітті. Через вісім років після повалення король Данії й Норвегії Крістіан II (1513—1523) спробував повернути свої королівства. Буря розбила його флот від норвезького узбережжя і 24 жовтня 1531 вони знайшли сховище у Грімстаді. 1 липня 1532 року він здався своєму супернику королю Данії Фредеріку I в обмін на гарантію власної безпеки. Однак король Фредерік не дотримав своєї обіцянки й ув'язнив християнина до самої смерті.
1607 року у Грімстаді з'явився перший готель. 1622 року Грімстад став відомий як гавань поблизу Арендала. Станом на 1747 рік Грімстад визначався як вітрильна спільнота і пристань-сховок для контрабандистів. Під час Наполеонівських війн Норвегія перебувала під блокадою Англії. 1811 року англійські кораблі увійшли до гавані, аби захопити судна, що намагалися прорвати блокаду, однак були вщент розбиті й не повернулися.
Джон Фредерік Классен, який володів Фролан (металургійний завод), отримав дозвіл на експорт та імпорт через Грімстад і в обхід Арендала за умови сплати митних зборів. 
1816 року поселенню присвоєно статус міста. 1 січня 1838 р. Грімстад став центром комуни (див. formannskapsdistrikt). 
На початку XX століття хутір Нерголм у Грімстаді був домом Кнута Гамсуна.

## Освіта
Грімстад є батьківщиною для Drottningborg — приватної лютеранської підготовчої школи-інтернату. Тут також розташовується Bibelskolen in Grimstad (BiG) — приватна лютеранська біблійна школа. Окрім того, у Грімстаді є Інженерний факультет Університету Агдера та студентський гуртожиток «Grøm».

## Пам'ятки та визначні місця
Морський музей (доступний у формі екскурсії на човні), Краєзнавчий музей та Норвезький садівничий музей — популярні серед туристів місця, як і велика кількість виставок та концертів, які проходять тут. Місто також є популярним місцем відпочинку для відпочивальників літнього віку і підтримує активну діяльність торговельного середовища під час різдвяного сезону.
Влітку у Грімстаді відбувається Норвезький фестиваль короткометражного кіно, що приваблює любителів кінострічок звідусіль. Популярною визначною пам'яткою є також театр Agder Teater у Fjæreheia, відкрита сцена якого розташована у невикористаному кам'яному кар'єрі.
Вдалим місцем для покупок є також торговий центр Oddensenteret, розташований уздовж порту. (Вид з Oddensenteret можна побачити на панорамному фото вище.)
Станція маяка Homborsund знаходиться в межах муніципалітету. Грімстад також є місцем знаходження пивоварного заводу Nøgne Ø.

## Спорт
1997 року у Грімстаді відбувся Чемпіонат світу зі спортивного орієнтування.

## Відомі люди
- Роальд Дал (1916–1990) — валлійський письменник норвезького походження, відвідував бабусю з дідусем і проводив літо у готелі Strand в містечку Fevik в Грімстаді.
- Трюгве Гран (1889–1980) — полярний дослідник і піонер авіації.
- Крістофер Грігсон[en] (1926–2001) — розробник растрового електронного мікроскопа.
- Кнут Гамсун (1859–1952) — норвезький письменник, лауреат Нобелівської премії з літератури за 1920 рік.
- Сверре Гассель (1876–1928) — полярник, який супроводжував Рональда Амундсена на Південному полюсі.
- Тур Гусговд[en] (нар. 1978) — гонщик-велосипедист, чемпіон світу з шосейних перегонів 2010 року, перший норвежець, який носив жовту майку лідера і виграв зелену майку лідера у велогонці Tour de France.
- Генрік Ібсен (1828–1906) — драматург, написав свій перший драматичний твір Catalina у Грімстаді.
- Даг Отто Лаурітцен (нар. 1956) — гонщик-велосипедист, перший норвежець, який переміг у велогонці Tour de France.
- Х'єтіль Мерланн (нар. 1980) — співак, автор пісень, змагався 2015 року з Деброю Скарлетт у конкурсі «Євробачення».
- Маріус Нюгор Сміт-Петерсен[en] (1886–1953) — норвезько-американський лікар і хірург-ортопед.